# Florasulam
Florasulam ist ein Pflanzenschutzwirkstoff und gehört zur Klasse der Herbizide. Es ist ein weißer Feststoff.

## Geschichte
Florasulam wurde von Dow AgroSciences entwickelt und unter dem Markennamen Primus 2000 in Deutschland eingeführt.

## Wirkung
Florasulam ist ein selektives, systemisches Herbizid. Über die Blätter wird es aufgenommen und weitertransportiert. Der Wirkstoff dient als ALS-Inhibitor. Dabei wird die Biosynthese der Aminosäuren L-Leucin, L-Isoleucin und L-Valin, also einiger essentieller Aminosäuren, inhibiert. Dadurch wird die Zellteilung gehemmt, sodass es zum Wachstumsstillstand kommt. Letztendlich verblassen die Pflanzen und es bilden sich Nekrosen, weshalb die Unkräuter absterben.

## Verwendung
Es wird hauptsächlich gegen breitblättrige Unkräuter in Getreide- und Maiskulturen eingesetzt.

## Umweltaspekte
Florasulam ist nicht bienengiftig, aber chronisch gewässergefährdend. Der Abbau erfolgt mikrobiell. Dabei wird zuerst die Methoxygruppe demethyliert. Anschließend erfolgt die Spaltung des heterocyclischen Ringssystems. Dies geschieht bei einer Halbwertszeit von 2 bis 18 Tagen.

## Nachweis
In Pflanzen und Böden kann eine Rückstandsbestimmung, nach Derivatisierung, mittels GC-Methode oder HPLC-Methode durchgeführt werden.

## Zulassungsstatus
In der EU sind Pflanzenschutzmittel zugelassen, die diesen Wirkstoff enthalten. Auch in der Schweiz sind entsprechende Präparate im Handel.
Handelsnamen sind u. a. Primus, Primus Perfect, Axial komplett, Broadway, Pointer Plus.